# Blackheath (West Midlands)
Blackheath è una località della contea delle West Midlands, in Inghilterra.